# سيدني أوين
سيدني أوين (5 مايو 1942 في المملكة المتحدة - ) (بالإنجليزية: Sidney Owen)‏ هو لاعب كريكت بريطاني. لعب مع نادي مقاطعة ستافوردشاير للكريكت ‏.

## وصلات خارجية
- سيدني أوين على موقع إي آس بي آن كريك إنفو (الإنجليزية)